# Bombylius capensis
Bombylius capensis är en tvåvingeart som beskrevs av Carl von Linné 1764. Bombylius capensis ingår i släktet Bombylius och familjen svävflugor. Inga underarter finns listade i Catalogue of Life.